# フアン・スニガ
フアン・カミロ・スニガ・モスケラ（Juan Camilo Zúñiga Mosquera, 1985年12月14日 - ）は、コロンビア・アンティオキア県チゴロド出身の元サッカー選手。元コロンビア代表。現役時代のポジションはDF、MF（右サイドバック、右ウイングバック）。

## クラブ経歴

### キャリア初期
16歳の時にアトレティコ・ナシオナルでデビューした。172cmの身長によるジャンプやヘディングの技術の低さから当初は批判されていたものの、U-20コロンビア代表におけるプレーによりロベルト・カルロスを髣髴とさせるとの評価を受けるようになる。また右サイドでのプレーはカフーに比較されるなど徐々に評価を高めていき、2008年夏に移籍金300万ユーロでイタリア1部のSSローブル・シエーナと契約した。同クラブで主軸としての活躍を評価されセリエAの複数クラブから関心を寄せられると、2009年6月26日に移籍金850万ユーロでSSCナポリと5年契約を締結した。

### ナポリ

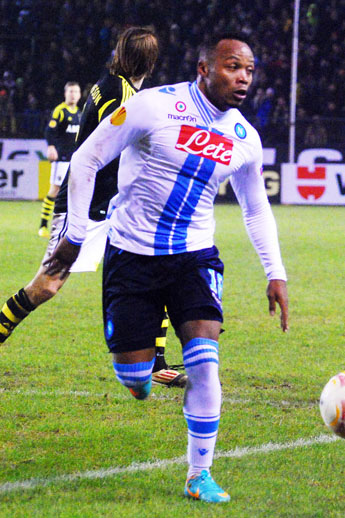
ナポリ時代 (2012年)

2009年8月23日にUSチッタ・ディ・パレルモとの開幕戦でヘスス・ダトロに代わり初出場を飾った。ロベルト・ドナドーニ監督の3-5-2やワルテル・マッツァーリ監督が施行する3-4-2-1のフォーメーションで右ウィングバックをクリスティアン・マッジョが務めていたことから自身は左サイドを主戦場とし、加入1季目は22試合（先発15）に出場した。
2季目はマッジョと2010年1月に加入していたアンドレア・ドッセーナの両サイドの控えとして1季目と同程度の出場機会だったものの、2011年2月20日のカルチョ・カターニア戦 (1-0) で初得点にして決勝点を挙げる。5月15日のインテルナツィオナーレ・ミラノ戦 (1-1) では、46分に移籍後2得点目を挙げた。この引き分けに持ち込んだ得点によりクラブのリーグ3位が確定し、21季振りとなるUEFAチャンピオンズリーグ出場権を獲得した。
2011年9月14日のマンチェスター・シティFC戦 (1-1) に先発しチャンピオンズリーグ初出場を飾る。一方リーグ戦では2011-12シーズンの開幕戦を含めた2試合こそ控えだったものの、同シーズンから徐々に左サイドのドッセーナを抑えレギュラーに起用されるようになる。2012年5月20日にスタディオ・オリンピコ・ディ・ローマで行われたユヴェントスFCとのコッパ・イタリア決勝戦に先発出場し、クラブの優勝に貢献した。
2012-13シーズンから左ウィングバックの座を完全に射止めると、翌シーズンの2013年9月28日のジェノアCFC戦で初めて主将を務める。10月1日には契約を2018年6月まで延長した。同月21日、8年前の手術によって生じた問題から右膝の手術を受ける。23日には、全治6～8週間を要し復帰は翌年に持ち越されることが報じられた。この故障以降は出場機会が減少。2015年夏にはロベルト・ソリアーノとのトレードによるUCサンプドリアへの移籍も囁かれていたが破談となった。
2016年1月13日、ボローニャFCに期限付き移籍することが決定した。7月16日には買い取りオプション付きでワトフォードFCへシーズンローンとなり、再びマッツァーリの指揮を受けることとなった。

### 母国復帰
2017-18シーズン終了後にナポリを退団。半年間のフリー期間を経て、2018年1月30日にアトレティコ・ナシオナルへ10年振りに復帰することが決定した。
同年7月4日、クラブより現役引退が発表された。後述するネイマールとの一件から丸4年後のことであった。

## 代表経歴
2005年3月9日にアメリカとの親善試合 (0-3) でフル代表デビュー。ワールドカップ予選では、息子の誕生により離脱が認められたベネズエラ戦や負傷していたペルー戦を除く大半の試合で先発出場し、チームの主力として2位で4大会ぶりのFIFAワールドカップとなる2014 FIFAワールドカップ出場権獲得に貢献した。また、2012年9月7日に同予選のウルグアイ戦 (4-0) で代表初得点を挙げた。
2014 FIFAワールドカップ本大会の代表メンバーにも選ばれ、準々決勝のブラジル戦にDFとして出場したが、1点差で敗戦濃厚の後半43分にネイマールに背後から膝蹴りのようにぶつかった。結果としてネイマールは腰椎を骨折し、残り試合への出場が不可能となった。ブラジルの一部のサッカーファンに暗殺を計画されるほどの怒りを買ったが、FIFAによる処分は科されなかった。
大会後にはネイマールからのアイス・バケツ・チャレンジの指名に応じて和解をアピールし、ワールドカップ後最初の試合となったブラジルとの親善試合ではコロンビアのキャプテンとして、ブラジルのキャプテンとなったネイマールと抱擁を交わした。

## 代表歴

### 出場大会
- コロンビア代表
  - 2014 FIFAワールドカップ

### 試合数
- 国際Aマッチ 61試合 1得点（2005年-2015年）[29]

| コロンビア代表 | 国際Aマッチ | 国際Aマッチ |
| 年             | 出場        | 得点        |
| -------------- | ----------- | ----------- |
| 2005           | 1           | 0           |
| 2006           | 0           | 0           |
| 2007           | 3           | 0           |
| 2008           | 9           | 0           |
| 2009           | 7           | 0           |
| 2010           | 5           | 0           |
| 2011           | 11          | 0           |
| 2012           | 5           | 1           |
| 2013           | 8           | 0           |
| 2014           | 8           | 0           |
| 2015           | 4           | 0           |
| 通算           | 61          | 1           |

## タイトル

### 代表
コロンビアU-20
- 南米ユース選手権 : 2005

### クラブ
アトレティコ・ナシオナル
- カテゴリア・プリメーラA : 2005A, 2007A, 2007F

ナポリ
- コッパ・イタリア : 2011-12, 2013-14